# 野口恒治
野口 恒治（のぐち こうじ）は、日本のチェスプレイヤー。兵庫県神戸市出身。立命館大学経営学部卒。
2017年全日本チェス選手権優勝、第50代全日本チャンピオン。
| スタブアイコン | サブスタブ | この項目は、まだ閲覧者の調べものの参照としては役立たない、人物に関連した書きかけの項目です。この項目を加筆・訂正などしてくださる協力者を求めています（P:人物伝/PJ:人物伝）。 |